# Isla del Príncipe de Gales (Nunavut)

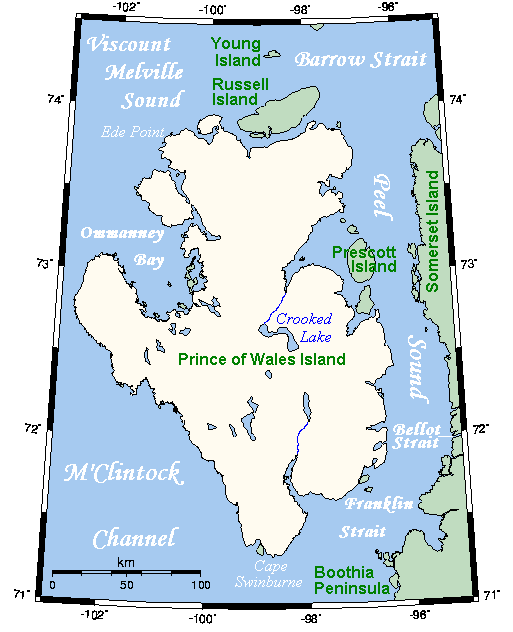
Mapa de la isla del Príncipe de Gales (Nunavut).

La isla del Príncipe de Gales (inglés, Prince of Wales Island) es una de las mayores islas del archipiélago ártico canadiense, situada entre las islas Victoria y Somerset, al sur del archipiélago de las islas de la Reina Isabel. Administrativamente, pertenece al territorio autónomo de Nunavut y se divide entre las regiones de Qikiqtaaluk y Kitikmeot. No existen asentamientos permanentes en la isla. 
Está cubierta por una tundra y tiene una línea costera irregular, profundamente remetida en la bahía de Ommanney, al oeste, y en la bahía de Browne, al este. Su superficie se ha estimado en 33.339 km². La isla del Príncipe de Gales, por tamaño, ocupa el lugar 40.º del mundo y el 10º de Canadá. Su punto más alto conocido, un lugar sin nombre en el noreste de la isla, está situado en las coordenadas geográficas 73°49′ N y 97°50′ O.

## Historia
El primer viaje conocido es el del español Juan Francisco de la Bodega y Quadra en 1775, posteriormente, en aguas de la isla fue el de William Edward Parry al cruzar el estrecho de Barrow. En 1819 Parry, en su segunda expedición ártica, al mando de dos barcos (el HMS Hecla y el HMS Griper, dirigido por el teniente Liddon), recorrió las aguas del Lancaster Sound por entero, libres de hielo. Siguió hacia el oeste, cruzando el estrecho de Barrow y llegando al Vizconde Melville Sound. La expedición regresaría al año siguiente, tras una invernada en Port Winter (isla Melville) y haber logrado recorrer, sin saberlo, casi la totalidad del Paso del Noroeste y haber descubierto muchas nuevas tierras, entre ellas, la isla del Príncipe de Gales.
El primer europeo en pisar la isla fue el irlandés Francis Leopold McClintock (en 1851), en una de travesía en trineo. McClintock participaba en la expedición de rescate dirigida por Edward Belcher, que había zarpado de Inglaterra en 1850 a la búsqueda de John Franklin, desaparecido en el ártico y del que nada se sabía desde 1845. Belcher tras invernar en isla Beechey, dividió sus fuerzas, enviando el HMS Resolute, al mando de Henry Kellett, y su buque de apoyo, el HMS Intrepid, comandado por  McClintock, hacia el oeste a través del estrecho de Barrow hacia isla Melville. McClintock, un especialista en travesías en trineo, reconoció la zona y llegó así en 1851 a la isla del Príncipe de Gales.
La isla fue llamada así en honor al heredero de la corona británica de entonces, el futuro rey Eduardo VII.

## Geografía
La isla Príncipe de Gales, Nunavut, posee una superficie de 33,339 km², es la octava isla más grande del archipiélago ártico. Compuesta casi en su totalidad por formaciones rocosas sedimentarias, su parte norte es montañosa, alcanzando hasta 415 m; el resto es suavemente ondulada.
La isla esta cubierta de tundra baja formada por musgos y líquenes. La costa es dentada y con profundas bahías al oeste, Ommanney Bay, y al este, Browne Bay.
Por razones prácticas, la administración de la isla se divide entre las regiones de Qikiqtaaluk y Kitikmeot. La isla no tiene habitantes con residencia permanente.
El Acuerdo de Reivindicación de Tierras de Nunavut es el mayor acuerdo de reivindicación de tierras aborígenes de la historia de Canadá. Aunque el acuerdo se firmó en 1993, el nuevo territorio de Nunavut se separó de los Territorios del Noroeste el 1 de abril de 1999. El acuerdo aborda la gestión de la fauna y los derechos de recolección, los regímenes de gestión de la tierra, el agua y el medio ambiente, los parques y zonas de conservación, los recursos patrimoniales, el empleo en el sector público y la contratación.

## Geología
La parte occidental está ocupada por formaciones paleozoicas inferiores de la Plataforma Ártica, de buzamiento muy suave, y la parte oriental por rocas sedimentarias e intrusiones proterozoicas y rocas cristalinas arcaicas del levantamiento de Boothia. Una importante zona de cabalgamiento orientada al oeste separa las dos zonas. Las rocas precámbricas comprenden tres conjuntos: un basamento Arcaico y/o Proterozoico inferior de rocas metamórficas de grado granulítico (predominantemente ortogneis), su cubierta Mesoproterozoica de rocas sedimentarias, y dos conjuntos de rocas ígneas máficas de edad Meso- y Neoproterozoica. La sucesión del Cámbrico a mediados del Silúrico está formada por areniscas menores y unidades carbonatadas variadas.
Las rocas del Silúrico superior y del Devónico inferior contienen una gran cantidad de material terrígeno en las proximidades del levantamiento de Boothia, pero consisten en depósitos de carbonatos en la región de la plataforma. La estructura gneísica del basamento, con tendencia norte, controló la forma general del levantamiento de Boothia. El basamento está cortado por fallas y fracturas de dirección noroeste, oeste y noreste, que influyeron en su subdivisión en numerosos bloques pequeños que actuaron de forma semiindependiente unos de otros. Como resultado, el cinturón frontal occidental de pliegues y cabalgamientos del levantamiento de Boothia, aunque continuo a lo largo de 500 km y con una geometría coherente orientada al oeste, es notablemente heterogéneo en sus detalles. Los bloques con una geometría propia y coherente rara vez superan los 10 km de longitud de rumbo; algunos son tan pequeños como 2 km.

## Flora y fauna
La isla se encuentra cubierta de tundra ártica. Gran parte del subsuelo es permafrost, siendo una llanura sin árboles en general.
No obstante hay (principalmente en el este de la isla) anchos valles con vegetación más abundante.
La tundra ártica está congelada durante gran parte del año. El suelo allí está congelado de 25 a 90 cm hacia abajo y es imposible que los árboles crezcan. En su lugar, las tierras desnudas y a veces rocosas solo pueden soportar plantas de crecimiento bajo como musgos, brezos y líquenes.
En la isla solo se perciben dos estaciones, el invierno y verano; el invierno es muy frío y oscuro, con una temperatura promedio de alrededor de –28 °C, que a veces baja a –50 °C. Durante el verano, las temperaturas suben un poco y la capa superior del suelo congelado estacionalmente se derrite, dejando el suelo muy empapado. En esta época la tundra está cubierta por marismas, lagos, pantanos y arroyos. Por lo general las temperaturas diurnas durante el verano se elevan a aproximadamente 12 °C pero a menudo pueden bajar a 3 °C o incluso por debajo del punto de congelación 0 °C.

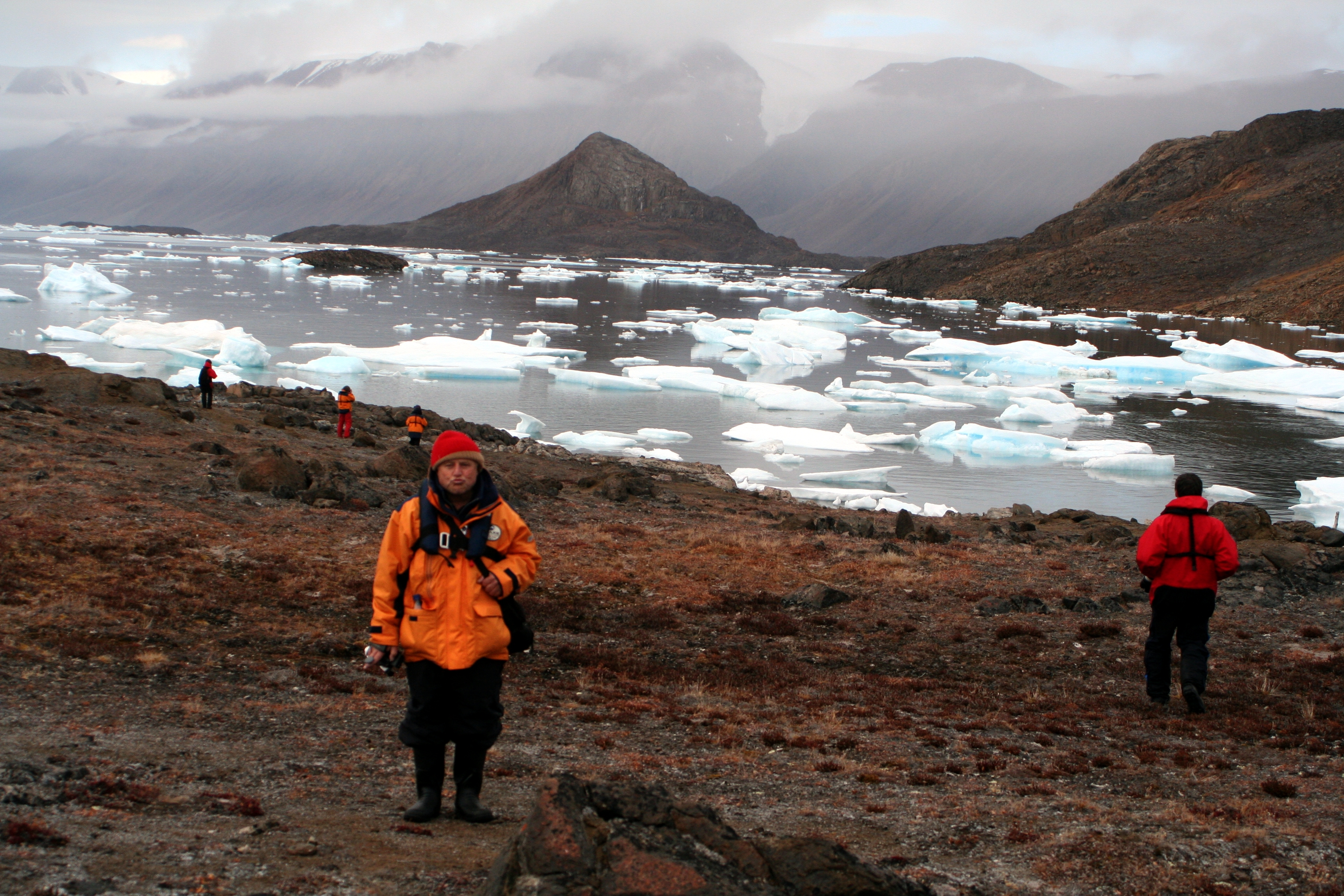
Tundra en el ártico

La tundra tiende a ser ventosa, con vientos que a menudo soplan a más de 50-100 km/h (30-60 mph). Sin embargo, en términos de precipitación, es similar al desierto, con solo alrededor de 15-25 cm de precipitación anual (el verano es típicamente la temporada de máxima precipitación). Durante el verano el permafrost se derrite lo suficiente como para permitir que las plantas crezcan y se reproduzcan, pero debido a que el suelo por debajo de este está congelado, el agua no puede hundirse más, por lo que el agua forma lagos y marismas durante los meses de verano. 
La biodiversidad es baja: hay unas 1700 especies de plantas vasculares y solo 48 especies de mamíferos terrestres, aunque gran número de aves migran cada año a las marismas. También hay algunas especies de peces aunque pocas con grandes poblaciones. 
Las partes bajas de la mitad norte de la isla se caracterizan por una vegetación escasa, representada principalmente por musgos, así como plantas herbáceas y arbustivas de crecimiento bajo (Saxifraga oppositeifolia, amapola polar, diversas especies de dríada, cubresia y carezca). En los humedales, la cubierta de vegetación continua está formada por musgos, juncos y saxífragas. Con el calentamiento climático del siglo pasado, el sauce ártico y el sauce de Richardson se han extendido en la parte sur de la isla. Gran parte del subsuelo es permagel, siendo una llanura sin árboles en general.
Entre los animales notables en la tundra ártica se destacan el caribú (reno), el buey almizclero, la liebre ártica, el zorro ártico, el búho nival, los lemmings y los osos polares (solo cerca de las masas de agua alimentadas por los océanos). La tundra está en gran parte desprovista de poiquilotermos, como ranas o lagartos. El caribú de Peary es común principalmente en el norte. Otros animales en la parte baja de la isla son la liebre ártica, el zorro ártico, el oso polar; en las aguas de alrededor de la isla hay focas y ballenas. Las aves marinas comunes y las aves acuáticas, entre las aves rapaces se encuentra el búho nival.

## Minería en Nunavut
Nunavut alberga yacimientos minerales de diversas materias primas en todo el territorio. Muchas zonas de Nunavut han sido exploradas en el pasado y ya no están bajo tenencia minera, pero aún tienen un inmenso potencial para descubrimientos minerales o para ampliar los ya existentes. Existe un inventario de proyectos mineros que han sido explorados desde 1997 hasta 2020 el cual se ha elaborado para destacar las zonas en las que particulares o empresas pueden optar por adquirir derechos mineros. Los proyectos se han identificado principalmente a partir de la información incluida en la publicación Nunavut Mineral Exploration, Mining and Geoscience Overview y su predecesora, la Exploration Overview for the Northwest Territories.
Nunavut tiene una rica historia de prospección y explotación minera. La minería moderna empezó en el territorio con la mina de níquel de Rankin Inlet, que inició su producción en 1957. Desde entonces, se han construido varias minas y, en la actualidad, Nunavut cuenta con cuatro minas en funcionamiento, tres de oro y una de hierro.
Los geocientíficos han dividido los Territorios del Noroeste y Nunavut en nueve regiones geológicas, conocidas como "provincias", cada una de las cuales presenta una edad o historia diferente, y también su propio tipo de potencial mineral atractivo y diverso.
La industria de los recursos minerales es el sector privado más importante de la economía del territorio.

### Petróleo
Históricamente, la isla ha sido de interés para las compañías de exploración de petróleo debido a sus posibles reservas de petróleo y gas bajo las aguas árticas que la rodean. Sin embargo,sin embargo hasta el 2022, no ha habido actividades significativas de perforación comercial de petróleo específicamente en la isla del Príncipe de Gales.
En Nunavut, la exploración de petróleo y gas se ha llevado a cabo de manera intermitente a lo largo de los años, con varias compañías que poseen licencias de exploración en diferentes partes del territorio. El entorno regulatorio en Nunavut requiere que las compañías se sometan a rigurosas evaluaciones ambientales y consultas con las comunidades locales antes de que pueda comenzar cualquier perforación.
Es importante tener en cuenta que el estado de las actividades de perforación de petróleo puede cambiar debido a cambios en factores económicos, ambientales y regulatorios. Para obtener la información más actualizada, especialmente en cuanto a actividades de exploración específicas o desarrollos en la isla del Príncipe de Gales, sería aconsejable consultar informes recientes de organismos reguladores como la Junta de Evaluación de Impacto de Nunavut o directamente de compañías de exploración de energía que operan en la región.